# Trichodiboma clytoides
Trichodiboma clytoides är en skalbaggsart som beskrevs av Stefan von Breuning 1961. Trichodiboma clytoides ingår i släktet Trichodiboma och familjen långhorningar. Inga underarter finns listade i Catalogue of Life.